# The Hot Zone - Area di contagio
The Hot Zone - Area di contagio (The Hot Zone) è una serie televisiva statunitense creata da James V. Hart e basata sull'omonimo romanzo di Richard Preston.
La prima stagione racconta la storia della scoperta del Virus Ebola; Preston, nel suo libro e in un precedente articolo, ventilava l'ipotesi che il temibile virus, proveniente dall'Africa e diffuso soprattutto nelle sue foreste pluviali, potesse sfuggire al controllo degli scienziati.
La seconda stagione, intitolata The Hot Zone - Minaccia antrace, si basa sugli attacchi all'antrace del 2001, appena una settimana dopo gli attentati dell'11 settembre.

## Episodi
| Stagione         | Episodi | Prima TV USA | Prima TV Italia |
| ---------------- | ------- | ------------ | --------------- |
| Prima stagione   | 6       | 2019         | 2019            |
| Seconda stagione | 6       | 2021         | 2021            |

## Produzione
La serie è prodotta dallo stesso Scott insieme a Lynda Obst Productions e Fox 21 Television Studios. Nel novembre 2020 National Geographic ha rinnovato la serie per una seconda stagione.

## Promozione
L'8 febbraio 2019 è stato pubblicato il trailer ufficiale della prima stagione.

## Distribuzione
La serie ha debuttato negli Stati Uniti su National Geographic il 27 maggio 2019. La seconda stagione è andata in onda dal 28 al 30 novembre 2021.
In Italia, la serie è trasmessa dal 4 settembre 2019 su National Geographic.

## Accoglienza
Su Rotten Tomatoes, la prima stagione ha ottenuto un punteggio di approvazione del 90%, sulla base di 29 recensioni.
Su Metacritic, la prima stagione ha avuto un punteggio di 69 su 100, sulla base di 12 recensioni, che indicano "recensioni generalmente favorevoli".